# Mahilpur
Mahilpur è una suddivisione dell'India, classificata come nagar panchayat, di 10.019 abitanti, situata nel distretto di Hoshiarpur, nello stato federato del Punjab. In base al numero di abitanti la città rientra nella classe IV (da 10.000 a 19.999 persone).

## Geografia fisica
La città è situata a 31° 22' 05 N e 76° 02' 20 E.

## Società

### Evoluzione demografica
Al censimento del 2001 la popolazione di Mahilpur assommava a 10.019 persone, delle quali 5.248 maschi e 4.771 femmine. I bambini di età inferiore o uguale ai sei anni assommavano a 1.044, dei quali 556 maschi e 488 femmine. Infine, coloro che erano in grado di saper almeno leggere e scrivere erano 7.673, dei quali 4.213 maschi e 3.460 femmine.